# Chryserycia fulviceps
Chryserycia fulviceps är en tvåvingeart som beskrevs av Louis-Paul Mesnil 1977. Chryserycia fulviceps ingår i släktet Chryserycia och familjen parasitflugor.
Artens utbredningsområde är Madagaskar. Inga underarter finns listade i Catalogue of Life.